# Toplinska smrt svemira
Toplinska smrt svemira je fizikalna hipoteza o završnom stupnju svemira koji nastaje izjednačavanjem svih temperaturnih razlika u termodinamički zatvorenom sustavu. Prema tumačenju drugog zakona termodinamike, entropija sustava postala bi maksimalna, a raspoloživa energija za upotrebu minimalna, ili bi zbog izjednačavanja temperatura iščezla. To je stanje predvidio R. Clausius koji je uveo pojam entropije. Novije teorije smatraju da je takva smrt upitna jer je upitna primjena termodinamičkih zakona za svemir kao cjelinu.

## Statistika i termodinamika
Raspodjela brzina u plinu pruža jedan od primjera statističke zakonitosti. Pri promatranju plina nije moguće svaku pojedinu molekulu pratiti po zakonima klasične mehanike. To premašuje snagu ljudske matematičke analize, a to ne bi ni izazvalo veliki interes. Što nas u ponašanju mnoštva molekula zanima, to su u prvom redu zbirna (sumarna) svojstva sustava, prosječne vrijednosti izvjesnih fizičkih veličina, a ne gibanja pojedinih molekula. Takav način promatranja, koji se ne osvrće na pojedinu (individualnu) sudbinu nekih molekula, već daje samo izjave o velikom broju, zove se statistički.
Najjednostavniji primjer zakona slučaja je igra s kovanicama na pismo i glava. Bacimo li metalni novac uvis, može pasti ili pismo ili glava novca. Oba su ta slučaja moguća, a bio bi neprovedivi zadatak na osnovu mehaničkih zakona proračunati, kad će se okrenuti pismo, a kad glava. Bacimo li nekoliko tisuća puta novčić u zrak, otprilike će isto toliko puta pasti pismo kao i glava. Kaže se, vjerojatnost, da padne glava ista je kao i da padne pismo. U pojedinom slučaju ne može se odlučiti da li će pasti pismo ili glava, ali za veliki broj bacanja može se unaprijed odrediti ishod. Isto opažamo i pri bacanju kocke koja nosi 6 znamenaka na svojim stranama. Pri pojedinom bacanju kocke ne možemo reći, koja će znamenka biti na gornjoj strani kocke. Bacimo li takvu kocku 6 000 puta uvis, opazit ćemo, da je svaka od znamenaka pala približno 1 000 puta. Pad svake od znamenaka kocke jednako je vjerojatan, nema razloga, da bi pad neke znamenke uslijedio češće od drugih. Time, naravno, nije rečeno da će se kod 6 takvih bacanja kocke pojaviti svaka od znamenaka. Češće se naprotiv događa, da koja znamenka padne po dvaput, a koja nijedanput. Pri svakom novom bacanju posve je svejedno, da li je već neka znamenka bila ili ne. Kocka nema "pamćenja", ishod svakog novog bacanja potpuno je neovisan o rezultatima prošlih bacanja. Tek kad kocku mnogo puta bacamo, sve se znamenke pojavljuju približno jednaki broj puta. To, naravno, nije nužno, ali vrijedi to točnije, što je veći broj bacanja. Time što je pad svake znamenke jednako vjerojatan, kod vrlo velikog broja bacanja izlazi jednak rezultat za svaku znamenku. Vjerojatnost se, dakle, ne očituje u svakom pojedinom slučaju, već samo kod vrlo velikog broja pojedinih slučajeva kao njihov zbirni rezultat. I obrnuto, iz činjenice da poslije velikog broja pojedinih događaja dolazimo do dva jednaka rezultata, zaključujemo da su ta dva rezultata jednako vjerojatna. 
Zadaća statistike sastoji se u određivanju vjerojatnosti nekog događaja. Pri bacanju novčića, kocke ili igranja karata to je obično lak zadatak. Mnogo teže je to određenje vjerojatnosti u fizici. Vjerojatnost nekog stanja u termodinamici odredili smo brojem mikrostanja. Jedno mikrostanje dano je položajima i impulsima sila svih čestica. Jednom stvarnom stanju odgovara ogroman broj mikrostanja. Broj tih mikrostanja s istim konačnim izgledom, raspodjelom gustoće, tlaka i temperature daje vjerojatnost nekog stanja. Što veći broj mikrostanja pripada nekom ukupnom stanju, to vjerojatnije ćemo to stanje naći ostvareno u prirodi. Pretpostavka je da su sva mikrostanja jednako vjerojatna, pa broj mikrostanja jednog ukupnog stanja određuje njegovu vjerojatnost. Svako stanje plina ima izvjestan stupanj vjerojatnosti, a ta vjerojatnost je mjera kako često ćemo neko stanje naći ostvareno u prirodi. 
Statistička metoda je proizašla iz iskustva kao i svaki drugi način promatranja prirodnih pojava. Kako se odnosi statistika prema načelu kauzalnosti (uzročnosti) koji vrijedi za gibanja molekula u plinu? Gibanja i srazovi molekula u plinu određeni su klasičnim zakonima, gibanja molekula dadu se u osnovi proračunati na osnovu Newtonova zakona. Iz početnih položaja i brzina molekula određeno je ponašanje plina za sva vremena, svim srazovima i gibanjima molekula leži u osnovi potpuna određenost (determinirnost). Kako možemo nasuprot toj potpunoj određenosti gibanja molekula govoriti o vjerojatnosti da molekule imaju tu i tu brzinu, taj i taj položaj? Brzine i položaji molekula određeni su sva vremena iz početnih uvjeta; već prema tome kakvi su prvotni položaji i brzine molekula, takvo će biti stanje plina u ostalim trenucima. Kad je to tako, kako se može govoriti o vjerojatnosti nekog stanja, kad su sva ta različita stanja rezultat kauzalnog odvijanja početnog stanja?
Statističko i mehaničko-kauzalno promatranje međusobno se isključuju. Tamo gdje se može primijeniti kauzalnost mehanike, nema smisla govoriti o nekoj vjerojatnosti. Ovdje je sve strogo određeno u svoj mogućoj raznovrsnosti. Primjena statistike moguća je samo tamo gdje prestaju uvjeti za primjenu mehaničkog načela kauzalnosti. Ova nemogućnost nastupa zaista u kinetičkoj teoriji materije. Nema nikakvih sredstava da se odredi početno stanje molekula u plinu. Iz neodređenosti početnog stanja, brzina i položaja molekula, slijedi opravdanost primjene statistike na molekularne procese. Ne poznavajući početne mehaničke uvjete, možemo govoriti samo o vjerojatnosti da nađemo plin u tom i tom stanju. Iako je neprovediva primjena klasičnih zakona na gibanje pojedinih molekula, ipak se na osnovu tih istih zakona dade proračunati vjerojatnost nekog stanja plina. Pomislimo isti plin usporedo u svim mogućim početnim mikrostanjima. Iz svakog različitog početnog stanja razvija se u vremenu različita konfiguracija (raspored) plina. "Povijest" svakog plina ovisi o početnom mikrostanju. Promatramo li bezbrojno mnoštvo takvih plinova, koja imaju različita početna mikrostanja, ipak pretežni broj tih plinova pokazuje sličnu povijest. Makroskopska svojstva plinova, prosječne vrijednosti veličina, kod velikog su broja iste, samo plinovi sa sasvim nepravilnim početnim mikrostanjima pokazuju vrlo burnu povijest, punu najrazličitijih promjena. Ostali plinovi daju jednoliki izgled, kod njih vlada trajno ista raspodjela brzina molekula i jednoliko ispunjavanje prostora. Zbirno se u statističkoj mehanici mogu odrediti prosječne vrijednosti fizičkih veličina nad svim tim različitim stanjima. Te prosječne vrijednosti predstavljaju tada najveću vjerojatnost da plin nađemo s upravo takvim svojstvima.

### Termodinamika
Iza fenomenološke termodinamike kriju se zapravo zakoni statistike. Razumijevanje termodinamičkih zakonitosti bilo je moguće tek poslije razvoja osnovnih načela fizičke statistike. Fenomenološko ponašanje materije, kako ga opisuje termodinamika, pojavljuje se kao prosječna slika koja pripada mnoštvu atoma u prostoru i vremenu. Termodinamika nalazi se u vezi s tim prosječnim vrijednostima mnoštva. Prosječne vrijednosti mnoštva pojavljuju se u termodinamici kao strogi zakoniti odnosi između različitih veličina. Te fizičke veličine uvodi termodinamika kao nedjeljive jedinstvenosti, uistinu su te veličine rezultat učinaka golemog broja molekula. Između različitih nezavisnih fizičkih veličina postavlja termodinamika stroge kvantitativne zakone, uistinu su ti zakoni sumarni izraz gibanja ogromnog broja čestica.
Termodinamika ima svoju svojstvenu crtu u nepovratnosti (ireverzibilnosti) fizičkih procesa, to jest u činjenici da se termodinamički procesi odvijaju samo u jednom smjeru. Dodiruju li se dva tijela različite temperature, toplina prelazi s toplijeg tijela na hladnije, dok se konačno razlike u temperaturama ne izjednače. Uzalud bismo čekali da se proces dogodi u protivnom smjeru, da nastupe ponovo prvotne razlike u temperaturama. Razlike temperatura u prirodi se izjednačuju; suprotno se ne događa. Ta jednosmjernost procesa svojstvena je za termodinamiku i čini glavni sadržaj njenog drugog zakona. Jednosmjernost fizičkih procesa opaža se i u čitavom nizu drugih pojava, kao na primjer difuzije, rastezanja plinova i tako dalje. Miješanje plinova je proces, koji teče samo u jednom smjeru. Plinovi se sami od sebe miješaju, ali nikada ne rastave. S nepovratnim procesima susrećemo se na svakom koraku u svakidašnjem životu. Kad metalna kugla padne iz visine na metalnu ploču, tada se oba metalna komada ugriju. Ne opaža se nikada da bi se oba metalna komada ponovno ohladila, a metalna kugla poletjela u zrak. Taj proces bio bi moguć po zakonu energije je jer pretvaranje topline u mehaničku energiju, to jest kinetičku energiju metalne kugle, moguće po tom načelu. No taj proces zabranjuje načelo entropije. Po Carnotovu načelu može toplina prijeći u mehanički rad samo tako da izvjesni dio topline prijeđe iz toplijeg tijela na hladnije. Kad su se prilikom izvršenja toga rada temperature obaju spremnika izjednačile, tada nastupa mir, više se ne događa nikakva promjena.
Kako se može shvatiti ova jednosmjernost termodinamičkih procesa kad tim procesima leži u osnovi mehanika molekula? Mehanika ne pozna nepovratnost, u njoj predznak vremena nema nikakvog značenja. Fotografiramo li jedno mehaničko gibanje, mogli bismo film vrtjeti i u suprotnom smjeru, otraga prema naprijed, a pri tom ne bismo opazili nikakve suprotnosti prema mehaničkim zakonima. Budućnost nije u mehanici ničim nadmoćna u odnosu na prošlost. Kad bismo promatrali gibanja planeta u obrnutom povijesnom slijedu, to jest od sadašnjosti u prošlost, tada bi to bila isto tako dobra mehanička gibanja, kao i gibanja što smo ih stvarno vidjeli u prošlosti. U mehanici uopće pojam razvoja nema smisla, sve se može odvijati u jednom kao i u suprotnom smjeru vremena. Naprotiv, u termodinamici i prvotna su stanja nepovratno izgubljena, svi procesi teku nepovratno, u jednom smjeru, a tok procesa u obrnutom smjeru zabranjen je načelom entropije. Termodinamička nepovratnost stoji u nepomirljivoj suprotnosti s Newtonovim zakonom gibanja, a ipak bi taj zakon morao ležati u osnovi svih termodinamičkih procesa. 
Rješenje suprotnosti koja postoji između termodinamičke nepovratnosti i mehaničke istovjetnosti oba predznaka vremena došlo je u prvom redu radovima Ludwiga Boltzmanna 1866. Boltzmann stoji dosljedno na osnovama mehanike i odbacuje pojam termodinamičke nepovratnosti u njezinoj strogosti. Apsolutna jednosmjernost procesa ne može se pomiriti s mehanikom, ali se može govoriti o vjerojatnijim ili manje vjerojatnijim stanjima. Kao zamjenu za termodinamičku jednosmjernost nalazi Boltzmann pojam statističke vjerojatnosti. Fizičko značenje načela entropije sastoji se od prijelaza manje vjerojatnih stanja u stanja s većom vjerojatnosti. "Priroda teži iz nevjerojatnijih k vjerojatnijim stanjima." Postoji li između dva različita stanja plina velika razlika u gibanjima molekula, a jedno stanje je vjerojatnije od drugog, to će plin brzo prijeći u to vjerojatnije stanje. Jednosmjernost fizičkih procesa očituje se u mijenjanju tih prosječnih vrijednosti, uzetih nad mnoštvom molekula; nepovratnost pogađa mnoštvo molekula, a nikada gibanje pojedine molekule. Termodinamički pojmovi odnose se na prosječne fizičke veličine mnoštva, a za te se bez suprotnosti sa zakonima mehanike može odrediti jednosmjernost procesa; naravno, samo u ograničenom smislu, a ne tako strogo kao u termodinamici. Prijelaz u vjerojatnija stanja samo je vjerojatan, taj prijelaz moramo očekivati, ali on nije neminovna posljedica mehaničkih zakona. 
Dodirom dvaju plinova temperature se izjednačuju, topliji plin se ohlađuje, a hladniji ugrijava. Ne opaža se da bi kod dva spojena plina iste temperature nastale razlike u temperaturi. Doduše, moguće je zamisliti takve položaje i brzine molekula da se to zaista dogodi, ali takvo početno stanje jedno je od velikog broja ostalih početnih stanja, kod kojih oba plina zadržavaju jednake temperature. Međutim, ne poznamo ni brzine ni položaje molekula u jedan trenutak, pa prema tome možemo s jednakim pravom misliti da molekule plina imaju bilo koje brzine i položaje. No prema tim različitim početnim brzinama i položajima molekula pretežno će ostajati kasnije temperatura ista za oba plina, a samo iz vrlo posebnim početnih uvjeta nastupit će razlike u temperaturama. Prema tome ćemo nastajanje temperaturnih razlika smatrati nevjerojatnim, a, naprotiv, izjednačenje temperature vjerojatnim procesom.

#### Difuzija
Stisnemo li plin u dio sveukupnog prostora posude, pa zatim maknemo ograde, to će se plin jednoliko raširiti po čitavom prostoru. Moguće je zamisliti prijašnje brzine i položaje molekula, kod kojih bi se plin povratio u prijašnji djelomični obujam. Međutim, te prijašnje brzine i položaji su jedno od golemog broja mogućih stanja molekula u kojima plin stalno ispunjuje čitav prostor posude. Budući da ne znamo prijašnje brzine i položaje molekula, a sva prijašnja stanja molekula su jednako vjerojatna, vraćanje plina u prijašnji djelomični obujam smatramo nevjerojatnim procesom. 
Stavimo li da plina u jednu posudu, opažamo da oba plina jednoliko ispunjuju čitav prostor posude. Moguće je unaprijed zamisliti takve položaje i brzine molekula kod kojih bi najedanput i za neko kratko vrijeme došao jedan plin u jednu polovinu posude, a drugi plin u drugu polovinu posude. Nemamo, međutim, nikakvog prava smatrati da bi upravo takvo početno stanje molekula plina bilo ostvareno, pa ćemo zato razmiješanje plinova smatrati nevjerojatnim. Obrnuti proces, da se dva rastavljena plina pomiješaju, vrlo je vjerojatan. Nalaze li se na početku vodikove molekule u jednoj, a kisikove molekule na drugoj polovini posude, tada će ubrzo oba plina ispuniti ravnomjerno čitavu posudu. Taj proces tako je mnogo vjerojatniji od ostajanja plina u svakoj polovini, i praktički se uvijek događa. 
Pri toplinskim pojavama sudjeluje golemo mnoštvo čestica, pa se i odnosi između statističkih prosjeka očituju kao strogi termodinamički zakoni. 
Postoji osnovna razlika između termodinamičkih i statističkih izjava. Prve vrijede "uvijek", a statističke s izvjesnim stupnjem točnosti. Ta temeljna razlika dade se iskustveno provjeriti. Po termodinamičkim zakonima gustoća plina u zatvorenoj posudi svuda je ista. Po statističkim zakonima tako je homogena razdioba plinskih molekula samo najvjerojatnija. Ali uvijek dolaze odstupanja od najvjerojatnijih stanja. Pri bacanju pisma-glave s kovanicom doduše je najvjerojatnije da će pasti jednako puta pismo i glava, ali mala odstupanja od toga omjera isto su tako vjerojatna. Bacimo li 10 000 puta novčić u zrak, to će samo približno broj pisama biti jednak broju bačenih glava. Isto tako je vrlo vjerojatno da će pasti 5 100 puta pismo, a 4 900 puta glava. Takva mala odstupanja od najvjerojatnijeg omjera vrlo su vjerojatna, ona i daju toj igri smisao. Isto tako mala odstupanja vjerojatna su i u gustoći plina. Gustoća plina na svakom mjestu koleba stalno oko najvjerojatnije gustoće, koja je dana omjerom između mase plina i obujma posude. Na svakom se mjestu događa zbog statističkih odstupanja uzastopna zgušnjavanja i razrjeđivanja plina. Takva zgušnjavanja i razrjeđivanja plina mogu se mjeriti na difuziji svjetlosti koju puštamo kroz plin. Po zakonima optike svjetlost se stalno lomi i reflektira, ukratko raspršuje kad prolazi kroz materiju nejednake gustoće. Samo u potpuno homogenom sredstvu ne nastupa raspršenje. Pustimo li svjetlost kroz potpuno homogeni plin, ipak opažamo takve difuzije. I u najčišćem plinu svjetlost se djelomično raspršuje oko prvotnoga smjera. Plin je dakle u svojim najsitnijim dijelovima nehomogen. Difuzija svjetlosti zbog statističkog titranja gustoće plina dade se izračunati i ona je u potpunom skladu s mjerenjima. Takva odstupanja od drugog zakona termodinamike neposredna su potvrda atomističke hipoteze.

#### Brownovo gibanje
Statističkim odstupanjem od najvjerojatnijeg stanja uzrokovano je i Brownovo gibanje. Pomiješamo li još upravo mikroskopski vidljive čestice s plinom, takve bi čestice morale imati kinetičku energiju jednaku energiji molekula. Budući da je masa tih mikroskopskih čestica mnogo puta veća od mase molekula, takva bi kinetička energija značila vrlo malu, gotovo nikakvu brzinu. Uistinu se opaža da vidljiva čestica izvodi isprekidana brza gibanja. Pojava velikih brzina za kratko vrijeme rezultat je statističkih odstupanja u srazovima molekula. Najvjerojatnije bi bilo da se molekule srazuju jednoliko u svim smjerovima s velikom vidljivom česticom. Međutim, zbog zakona slučaja, prevladat će za kratko vrijeme srazovi u jednom smjeru, i vidljiva čestica bit će tjerana učestalim srazovima u tom smjeru. Na taj način dobiva čestica velike brzine u jednom smjeru, a te se brzine mogu lijepo opažati. U drugom trenutku prevladavaju srazovi u nekom drugom smjeru, i vidljiva čestica se naglo pokrene u kojem mu drago smjeru. Gibanje čestice pod mikroskopom u svojoj isprekidanosti i nepravilnosti odrazuje vjerno statistička odstupanja u srazovima. Na osnovu statistike A. Einstein i M. Smoluchowski proračunali su Brownovo gibanje. Perrinova mjerenja Brownova gibanja potpuno su potvrdila očekivanja statističke teorije. 
Po načelu entropije ne može se oduzeti toplina jednom spremniku i pretvoriti je u mehanički rad. No u Brownovu gibanju vidimo kako se toplinska energija jednog plina pretvara neposredno u kinetičku mehaničku energiju. Na sitne vidljive čestice prelaze u plinu relativno velike količine toplinske energije. U stvari te pojave znače granice načela entropije. Granice strogih termodinamičkih zakonitosti dane su statističkim odstupanjima. Praktički se, međutim, takva odstupanja ne daju iskoristiti. Smoluchowski je potankom analizom pokazao kako se takva statistička odstupanja prenose na sve makroskopske, pokusne aparate, pa sprečavaju da se iskoristi mehanička energija sitnih vidljivih čestica koja je dobivena statističkim odstupanjima u srazovima molekula. Praktički prema tome načelo entropije vrijedi i dalje.

#### Toplinska smrt
Načelo entropije dijeli strogo prošlost od budućnosti. Kao konačno stanje svemira predviđa načelo entropije stanje potpuno izjednačenih temperatura, toplinsku smrt. Zasad još postoje dovoljno velike razlike u temperaturi i te razlike omogućuju život. Statističkim tumačenjem termodinamičkih procesa iščezava ta stroga jednosmjernost fizičkih procesa. Priroda doduše teži od nevjerojatnijih k vjerojatnijim stanjima, ali isto tako postoje i odstupanja od tih vjerojatnijih stanja. Kako bi jedanput bilo postignuto najvjerojatnije stanje, stanje potpuno izjednačenih temperatura, tada bi ponovo zbog statističkih odstupanja od najvjerojatnijih stanja nastale razlike u temperaturama. Svemir bi kolebao oko najvjerojatnijeg stanja. Čekamo li samo dovoljno dugo, to bi opet jedanput nastale prvobitne razlike u temperaturama. Poslije dugog vremena pojavljuju se i najnevjerojatnija odstupanja od stanja najveće vjerojatnosti. Prema tome ne postoji nikakav "kraj" njezinim učincima protegnuti na čitav svemir. U svakom slučaju ne predstavlja toplinska smrt takvu "opasnost", kako bismo na prvi pogled mogli zaključiti iz načela entropije. Na osnovu fizike ne da se razlikovati prošlost od budućnosti, sve se može događati i u suprotnom smjeru, od sada prema natrag. Pojam povijesti dobiva tek životom puno značenje. 